# Steve Hewitt
Pour les articles homonymes, voir Hewitt.
Steve Hewitt né le 22 mars 1971 à Northwich dans le Cheshire, est un musicien anglais jouant de la batterie. Il est principalement connu pour avoir été le batteur du groupe Placebo d'octobre 1996 à octobre 2007.

## Biographie

### Jeunesse et débuts
Steve Hewitt est né le 22 mars 1971 dans la ville de Northwich, près de Manchester en Angleterre. Il y passe son enfance et fréquente le lycée de Wearchram (Wearchram High School), où il fait de brillantes études.
Passionné par la musique, Steve collabore à de nombreux projets musicaux : après être resté quelque temps au sein d’Electric Crayons, il répond à une annonce parue dans Afflecks Palace, un journal de Manchester et devient, à 17 ans, le batteur de Breed. Il les suit pendant leur tournée en Allemagne puis il rejoint temporairement The Boo Radleys en 1990 avec qui il enregistre l’album Ichabod & I  avant de collaborer à un projet dance nommé K-Klass. Breed, prêt à repartir en tournée, réclame Steve, mais celui-ci refuse, et préfère rester aux côtés de sa petite amie alors enceinte. Ayant besoin d’argent, il se résout d’abord à devenir conducteur de chariots élévateurs puis trouve un emploi dans une écurie de formule 1.
Steve évolue dans un large horizon musical allant des Bee Gees à Nick Cave en passant par les Smashing Pumpkins, The Cure (quand il était adolescent il avait la coupe de cheveux ébouriffée de Robert Smith), Jimi Hendrix (son album préféré est axis:Bold as love), Prince (il a voulu se faire tatouer son symbole) et James Brown. Il est également fan de disco et de Boney M; à ce propos, c’est à lui que Placebo doit la reprise de Daddy Cool, sur laquelle il chante d’ailleurs.

### Placebo
La musique commençant à lui manquer, Steve rejoint le groupe Breed un peu plus tard; puis, en 1991, il rencontre Brian Molko au Burger King de Lewisham par l’intermédiaire d’une ancienne petite amie du lycée qui est au Goldsmith's College avec Brian. Il commence alors à accompagner Brian pour des prestations dans divers clubs londoniens, puis il travaille de temps en temps avec ce dernier et un jeune Suédois nommé Stefan Olsdal sur les premières démos de Placebo, composé à cette époque du trio Molko / Olsdal / Shultzberg. Steve n’y participe que ponctuellement et en parallèle à Breed, ce qui explique pourquoi il n’était pas un membre à part entière de Placebo à l’époque de l’enregistrement du premier album. Néanmoins, les disputes incessantes entre Robert Shultzberg et Brian Molko fragilisent le groupe et le rendent très instable, c’est pourquoi Robert Shultzberg quitte le groupe et cède ainsi son siège de batteur à Steve, qui a retrouvé ainsi sa place initiale : bien que n'ayant pas participé officiellement à l’enregistrement du premier album, puisqu'il était en contrat sous un autre label, il a pourtant largement contribué à l'enregistrement de la maquette du premier album. L’ambiguïté de son appartenance le met même en situation de paraître — flouté — dans le premier clip, au détriment de Schulzberg. Après son intégration officielle, il apprend rapidement tous les nouveaux morceaux, avant de suivre Placebo pour sa toute première tournée.
Au total, Steve aura passé 11 ans de sa vie comme membre de Placebo. 
C'est le 1er octobre 2007 qu'il se fait évincer du groupe à la suite de divergences personnelles et musicales.

### Nouveau projet
Steve Hewitt prépare désormais un album en compagnie de Jon Thorne et de son frère Nick Hewitt.
Son nouveau groupe s'appelle Love Amongst Ruin.
Steve Hewitt a également participé à la création d'un album du groupe français "Lys" et les accompagne à la batterie lors de leur tournée des 10 ans.

## Discographie

### Avec Placebo
- 1998: Without You I'm Nothing
- 2000: Black Market Music
- 2003: Sleeping with Ghosts
- 2006: Meds

### Avec The Boo Radleys
- 1990: Ichabod and I

### Avec Breed
- 1991: The Peel Sessions
- 1991: Grin
- 1993: Violent Sentimental

### Avec Love Amongst Ruin
- 2010: Love Amongst Ruin

## Filmographie
Apparition dans:
- Velvet Goldmine